# Funeralia transiens
Funeralia transiens är en fjärilsart som beskrevs av Alberti 1954. Funeralia transiens ingår i släktet Funeralia och familjen bastardsvärmare. Inga underarter finns listade i Catalogue of Life.